# Гахкозеро
Га́хкозеро (Гахк-озеро) — российское озеро в Медвежьегорском районе Республики Карелия.

## Общие сведения
Расположено на Заонежском полуострове Онежского озера. Форма трапециевидная, вытянута с северо-запада на юго-восток. Берега в основном возвышенные, каменисто-песчаные, покрыты смешанным лесом. На озере около 30 мелких островов общей площадью 0,3 км².
Основной приток осуществляется через короткую протоку из Чёрной ламбы. Сток через озеро Чужмозеро в Онежское озеро.
Дно покрыто илистыми отложениями, прибрежная зона дна каменистая. Высшая водная растительность представлена в основном небольшими зарослями тростника.
В озере обитают ряпушка, плотва, щука, окунь, налим, ёрш.